# Rošt (součást topeniště)

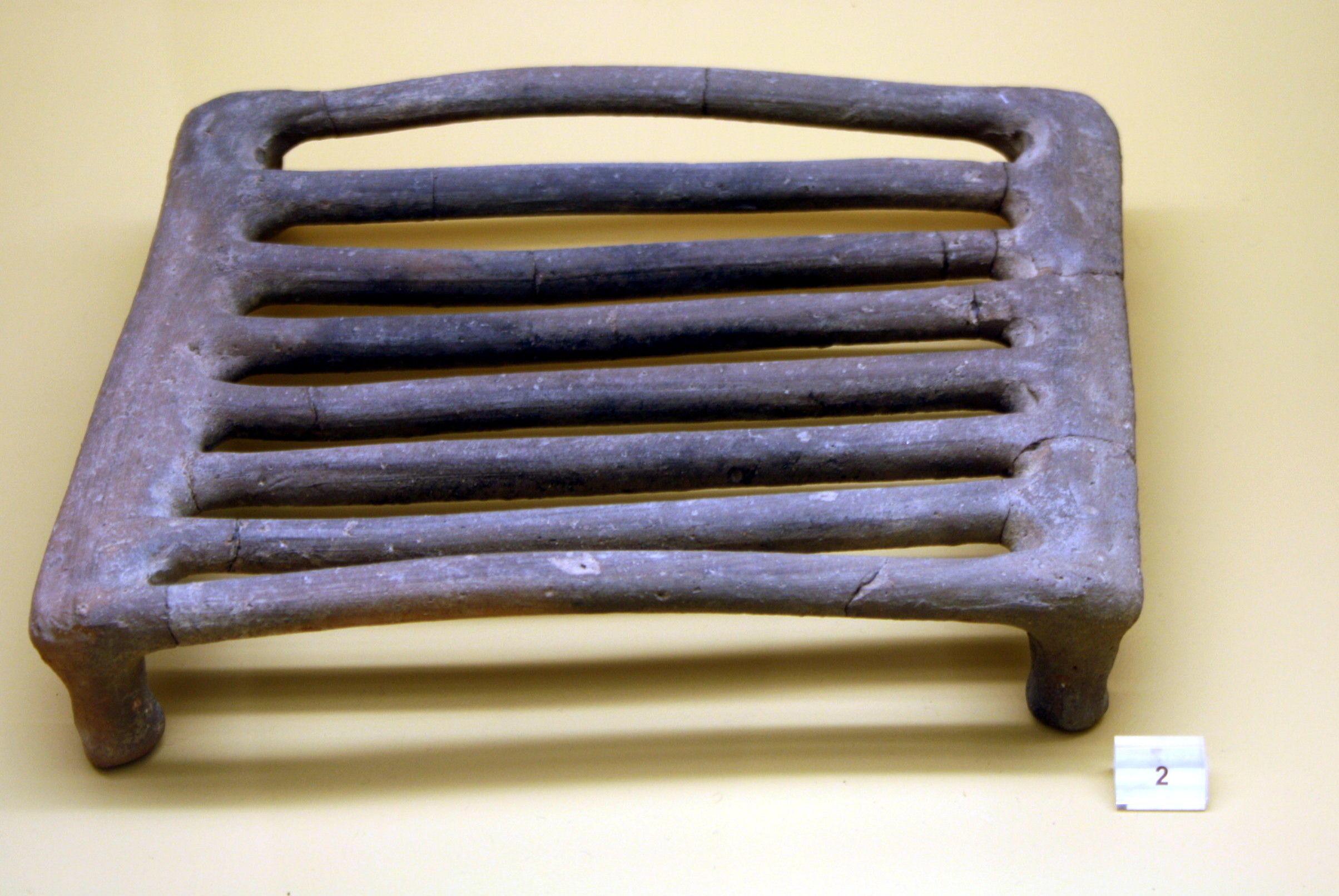
Rošt z 6. až 4. stoleté př. n. l. v muzeu v Aténách

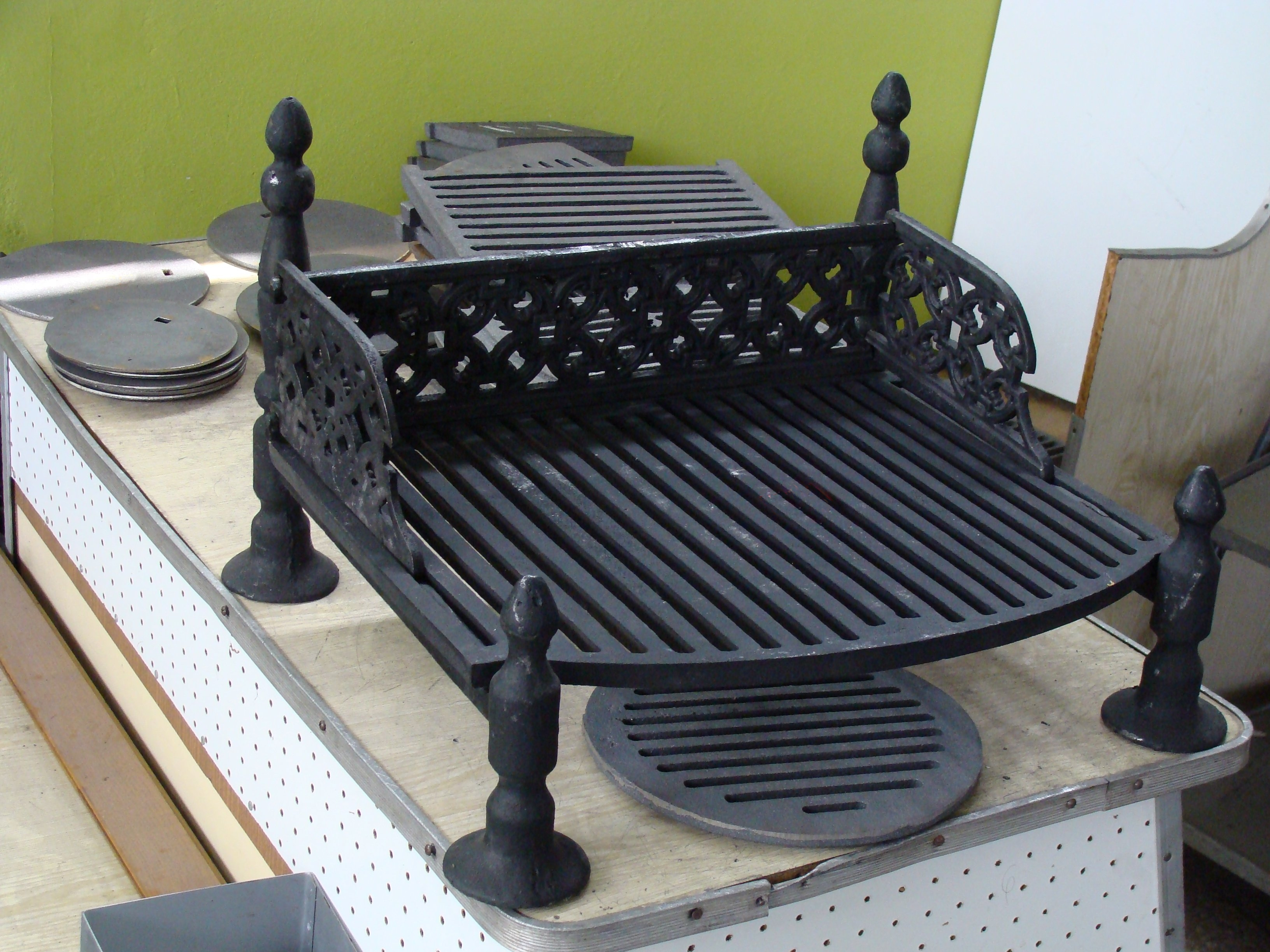
Různé druhy roštů

Rošt je součást topeniště. Na roštu je vrstva hořícího paliva. Mezerami mezi příčkami roštu je  zajištěn přívod vzduchu potřebný k hoření paliva a zároveň umožněn propad popela. Vzhledem k různorodé konstrukci pecí a kotlů se vyvinulo i mnoho konstrukcí roštů. Rošty jsou odlévány obvykle z litiny.
Pevné rošty malých topenišť (například kamen na tuhá paliva) jsou obvykle tvořeny jediným litinovým odlitkem. Dokonalejší rošty mají pohyblivé části, které umožňují urychlit propad popele roštem.
Větší kotle mají pevný rošt poskládaný z jednotlivých roštnic. Roštnice je litinová tyč s lichoběžníkovým průřezem, na koncích rozšířená. Rozšířená část zajistí vytvoření rozestupu  mezi roštnicemi, tvar pak to, že mezery mezi nimi se směrem dolů rozšiřují a tak se jednou propadlé kusy popele nemohou mezi nimi zachytit.  

## Speciální druhy roštů
- Stupňovitý rošt
- Hulsonův rošt